# 刃刺蝦屬
奇美拉刃刺虾是刃刺蝦屬 的唯一物種，是節肢動物門、恐蝦綱、放射齒目。該物種在中國發現，發現的三件化石都較為完整。除了在中國發現，也在美國賓州發現疑似是該屬的前附肢化石。刃刺虾有著迄今最長的前附肢，也有可能是提醒第二大的奇虾科、抱怪虫科類群的物種。刃刺虾過去被認為是其他物種且前附肢有一些的特徵是來自於放射齒目各科的型態，所以目前刃刺虾的分類與开拓虾属一樣尚未分進任何科。

## 發現

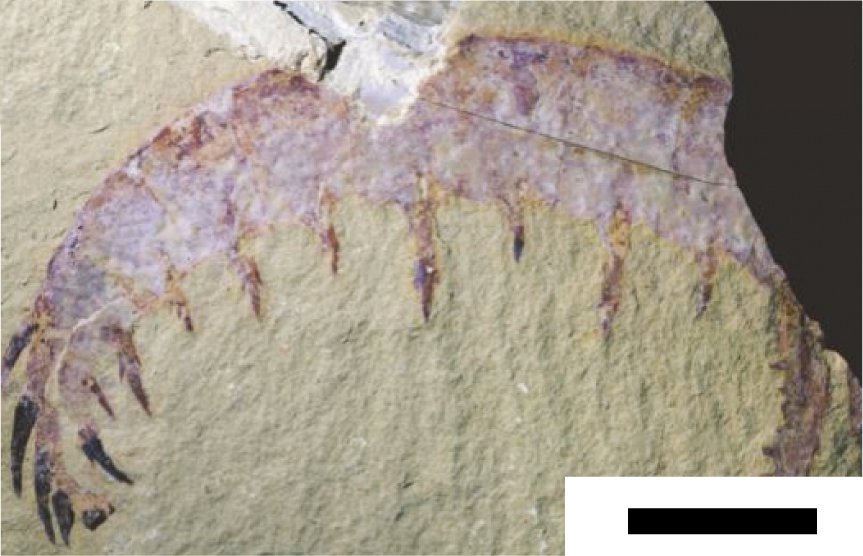
的刃刺蝦的前附肢化石照片，編號CJHMD-00003

刃刺虾的標本都是在中國雲南東部昆明筇竹寺地層（Chiungchussu Formation）玉案山段（ Yu’anshan Member）发现的：
1. 在海口鎮（Haikou area）的麻坊阶層（Mafang section）發現編號為RCCBYU 10251（正模標本）、YKLP 13338的標本（副模標本（英语：Paratype））
2. 澄江市的鳳口佋阶層（Fengkoushao section）發現編號為CJHMD 00003（副模標本）的化石標本。

三個標本幾乎完整或完整保存整個前附肢，由郭晉（Jin Guo）等人將標本發表。
2019年，史蒂芬·帕茨（Stephen Pates）和[[艾莉森·C·戴利|艾莉森·C·戴利]]（Allison C. Daley）在美國國立自然史博物館的館藏中發現兩具於1979年產自金澤斯地層（Kinzers Formation）的化石（編號為USNM 213993/PA 394和USNM 90827A/PA 393）可能為薄刃蝦未定種（?Laminacaris sp.）的前附肢，而非德里克·布里格斯（Derek E.G. Briggs）推定的賓州光滑虾相似种（Anomalocaris? cf. pennsylvanica），但是保存的不完整，前後的部分並未保存。

## 命名
刃刺虾的属名Laminacaris，開頭為拉丁語的「lamina」，意思細薄的刀片，描述其前附肢很锋利；「caris」的意思是「虾」，是恐蝦綱學名的常用后缀。种加词「chimera」為希臘神話的奇美拉，是一種由許多物種拼湊起來的怪物，意指表其前附肢不同部分與其他放射齒目物種相近。

## 型態
刃刺蝦與許多放射齒目的物種一樣，目前僅發現頭部的前附肢化石，尚未發現其他部位。
前附肢最長約28公分以上，是目前發現過最長的前附肢。總共有15節，其中有兩節用於連接頭部以及剩餘的13節。節腹側所突出的刺，稱作「前附肢棘」（endite）；前附肢棘還有更小的刺，稱作「前附肢輔棘」（auxiliary spine）。
第二節有根在末端突出的前附肢棘，上面有一根更指著前附肢末端的前附肢輔棘。剩餘的13節中，每節外觀都類似長方形，其高比寬還要長。每節都會被三角形的節膜（membranous）隔開。第三至第十四節的腹側中間皆有一根前附肢棘。其尺寸隨著偶數節或基數節的變化輪流交替。第三節的前附肢棘最大且更為粗壯，還稍微靠近第二節的前附肢棘，形成一個分叉。第三節的前附肢棘後緣有五較大的前附肢輔棘，前附肢輔棘越往下方逐漸變大，其中間隔著更小的前附肢輔棘，前緣的三分之二的部分有一根朝第一節的前附肢輔棘。第四到第十四節上的前附肢棘長度小於節的高度，整體看起來會逐漸往末端彎曲。第三節以後的前附肢棘的後緣僅有四根前附肢輔棘。第五節與第七節的前附肢棘大小差不多，有可能還稍微大一點。第九節到第十五節的背側末端皆有外突出、向前彎曲的刺。第十五節的末端存在一根非常微小的刺。

## 生態
刃刺蝦結合了奇蝦和抱怪蟲的捕食方式，且兩物種皆是抓捕獵物的游動捕食者。刃刺蝦有著抱怪蟲的特徵，透過其粗壯的前附肢棘以及前附肢爪狀的末端，可以牢固地抓住獵物。該物種也與奇蝦相似，節與節之間還隔著三角形的節膜，大小輪流交替的前附肢棘還有指向前附肢末端的前附肢輔棘，使前附肢非常的靈活。刃刺蝦可以鋒利的前附肢輔棘切割獵物。

## 分類
最初侯先光等人，於2004年出版“The Cambrian Fossils of Chengjiang, China”一本書，此書提到發現刃刺虾的化石標本＂RCCBYU 10251＂，但當時認為是帚刺侯氏蝦的親近種。2014年，耶魯大學的雅各布·溫瑟爾（Jakob Vinther）等人最初畫出了刃刺虾的前附肢復原圖但是將其當成帚刺侯氏蝦的親近種。直到2018年，由郭晉等人將此物種重新命名並發表。
目前關於刃刺虾屬於哪一個科仍不確定，但大致類似於抱怪蟲科與奇蝦科的類群。而與抱怪蟲屬和蘭氏蝦屬（Ramskoeldia）都有幾個相似的點，例如：附肢的第一节有較大的刺，且第五節的刺长度略微大于第三内叶——这两者，尤其是后者通常被认为是抱怪虫科的特征。但是，小刺數量不是奇數或是柄节數量不是三等一些特點使得刃刺虾可能并非抱怪蟲科的一員。
对于最新的研究而言，刃刺虾属于最基干的抱怪虫科成员，或者位于（奇虾科-抱怪虫科）共祖的基干位置。

## 資料來源
1. 1 2 3 4 5 6 7 8 9 10 11 12  Guo, Jin; Pates, Stephen; Cong, Peiyun; Daley, Allison C.; Edgecombe, Gregory D.; Chen, Taimin; Hou, Xianguang.  (PDF). Papers in Palaeontology. 2018-08-13, 5 (1)  [2024-01-01]. ISSN 2056-2799. doi:10.1002/spp2.1231. （原始内容存档 (PDF)于2024-01-01）.
2. 1 2 3  Pates, Stephen; Daley, Allison C. . dx.doi.org. 2019-01-31  [2024-01-01].
3. 1 2  Xianguag, Hou; Aldridge, Richard J.; Bergstrom, Jan; Siveter, David J.; Siveter, Derek J.; Feng, Xiang-Hong. .  . John Wiley & Sons. 2008-04-15  [2024-01-01]. ISBN 978-0-470-99994-3. （原始内容存档于2024-01-01） （英语）.
4. ↑  Zhang, Mingjing; Wu, Yu; Lin, Weiliang; Ma, Jiaxin; Wu, Yuheng; Fu, Dongjing. . Biology. 2023-04-11, 12 (4). ISSN 2079-7737. doi:10.3390/biology12040583.
5. ↑  Chen, Jun-yuan; Ramsköld, Lars; Zhou, Gui-qing. . Science. 1994-05-27, 264 (5163). ISSN 0036-8075. doi:10.1126/science.264.5163.1304.
6. ↑  Cong, Peiyun; Daley, Allison C.; Edgecombe, Gregory D.; Hou, Xianguang. . BMC Evolutionary Biology. 2017-08-30, 17 (1). ISSN 1471-2148. doi:10.1186/s12862-017-1049-1.
7. ↑  Wu, Yu; Pates, Stephen; Pauly, Daniel; Zhang, Xingliang; Fu, Dongjing. . National Science Review. 2023-11-03. ISSN 2095-5138. doi:10.1093/nsr/nwad284.
8. 1 2  Vinther, Jakob; Stein, Martin; Longrich, Nicholas R.; Harper, David A. T. . Nature. 2014-03, 507 (7493). ISSN 0028-0836. doi:10.1038/nature13010.
9. ↑  Zeng, Han; Zhao, Fangchen; Zhu, Maoyan. . Journal of the Geological Society. 2022-12-13, 180 (1). ISSN 0016-7649. doi:10.1144/jgs2021-164.
10. ↑  Moysiuk, J.; Caron, J.-B. . Proceedings of the Royal Society B: Biological Sciences. 2019-08-14, 286 (1908)  [2024-01-20]. ISSN 0962-8452. PMC 6710600 . PMID 31362637. doi:10.1098/rspb.2019.1079. （原始内容存档于2022-12-12） （英语）.
11. ↑  Potin, Gaëtan J.-M.; Daley, Allison C. . Frontiers in Earth Science. 2023-05-09, 11. ISSN 2296-6463. doi:10.3389/feart.2023.1160285.
12. ↑  Wu, Yu; Pates, Stephen; Liu, Cong; Zhang, Mingjing; Lin, Weiliang; Ma, Jiaxin; Wu, Yuheng; Chai, Shu; Zhang, Xingliang; Fu, Dongjing. . Journal of Systematic Palaeontology. 2024-12-31, 22 (1)  [2024-07-23]. ISSN 1477-2019. doi:10.1080/14772019.2024.2364887. （原始内容存档于2024-07-17） （英语）.